# Løkken storpastorat
Løkken Storpastorat er et pastorat i Hjørring Søndre Provsti, Aalborg Stift med de fem sogne:
- Løkken-Furreby Sogn
- Vrensted Sogn
- Børglum Sogn
- Rubjerg Sogn
- Lyngby Sogn

Pastoratets kirkelige og administrative ledelse er hos Løkken og Oplands Menighedsråd.
I pastoratet er der otte kirker
- Løkken Kirke
- Furreby Kirke
- Vrensted Kirke
- Børglum Kirke
- Børglum Klosterkirke
- Vittrup Kirke
- Rubjerg Kirke
- Lyngby Kirke